# Westhafen (Berlin)
Pour les articles homonymes, voir Port de l'Ouest.

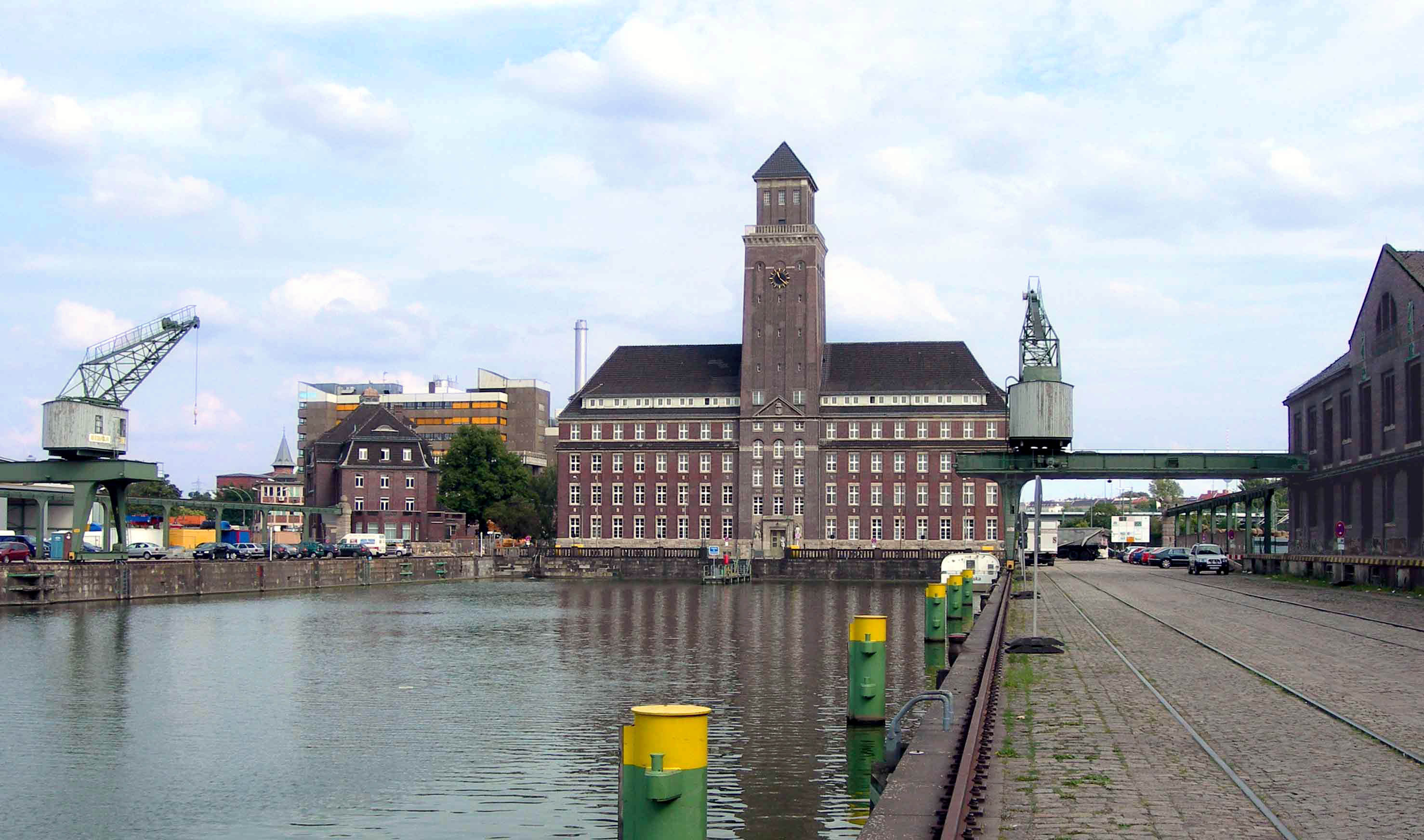
Le bassin à flot et derrière, le bâtiment d'administration de BEHALA avec une tour de 52 m.

Le Westhafen (« Port de l'Ouest ») de Berlin est le plus grand port de commerce de la capitale allemande. 

## Situation
Westhafen est un port fluvial situé sur le canal navigable de Berlin-Spandau (appelé canal d'Hohenzollern dans sa partie occidentale) et le canal de Westhafen à Berlin-Moabit dans l'arrondissement de Mitte. Il est donc relié au réseau fluvial de l'Elbe et de l'Oder. Il s'agit du plus grand port de Berlin avec 430 000 m2 dont 330 000 m2 de surface terrestre. La surface maritime est formée de deux bassins à flot parallèles l'un à l'autre.

## Administration
Le port est administré par la société BEHALA (Berliner Hafen- und Lagerhausgesellschaft mbH) qui y a son siège.

## Histoire
Le projet de construction du Westhafen date du tout début du XIXe siècle et les travaux ont commencé en 1914, après que la ville de Berlin eut racheté les terrains à la Fondation évangélique Saint-Jean (Evangelisches Johannesstift) en 1906. Après plusieurs interruptions dues à la guerre, il est inauguré le 3 septembre 1923.